# Янко Димитров
Янко Димитров е бивш български футболист, вратар, дългогодишен капитан на ФК Сливнишки герой (Сливница) г.). На 1 юни 2024 г. обявява прекратяване на активна спортно-състезателна дейност.
Избран за Футболист №1 на ФК Сливнишки герой (Сливница) за 2010 и 2011 г г. 

## Кариера
Израства в град Сливница, като започва кариерата си в младежките гарнитури на Локомотив София. След това започва да играе за мъжкия отбор на „Сливнишки герой“, показвайки отлични игри за третодивизионния тим.
По късно е забелязан от известния треньор Стоян Коцев, и е привлечен във водения от него Марек (Дупница) (2007). Става част от ПФК Миньор (Перник) през 2008 година, като подписва тригодишен договор с тима, но по-късно е преотстъпен на тима от Б група – Чавдар (Бяла Слатина).
Завръща се в Миньор Пк през 2009 година, но през есента получава травма в менискуса, което го вади от тренировъчния процес за почти 2 месеца. Завръща се в Сливнишки герой, където играе през пролетната част на шампионата. Играе и эа отбора на Пирин (Раэлог). В кариерата си играе за отборите на Сливнишки герой, Марек (Дупница), Чавдар (Бяла Слатина), Миньор (Перник), Пирин (Раэлог). Изиграни мачове: Б-група – 50 мача, В-група – 140 мача.
Висок е 184 cm, тежи 72 kg.